# The Roundhouse Tapes
The Roundhouse Tapes — второй официальный концертный альбом шведской метал-группы Opeth, вышедший в 2007 году.

## Об альбоме
The Roundhouse Tapes запись концерта группы 9 ноября 2006 в клубе «The Roundhouse», Лондон, Великобритания.

## Список композиций

### CD 1
1. «When» − 10:28
2. «Ghost of Perdition» − 10:57
3. «Under the Weeping Moon» − 10:28
4. «Bleak» − 8:39
5. «Face of Melinda» − 9:58
6. «The Night and the Silent Water» − 10:29

### CD 2
1. «Windowpane» − 8:01
2. «Blackwater Park» − 18:59
3. «Demon of the Fall» − 8:13

## Участники записи
- Микаэль Окерфельдт — вокал, гитара
- Петер Линдгрен — гитара
- Пер Виберг — клавишные
- Мартин Мендес — бас-гитара
- Мартин Аксенрот — ударные